# Płyn nienewtonowski
Płyn nienewtonowski − każdy płyn, który nie spełnia hydrodynamicznego prawa Newtona. W przeciwieństwie do płynu newtonowskiego, lepkość płynu nienewtonowskiego nie jest stała w warunkach izobarycznych, lecz zmienia się w czasie. Krzywa płynięcia (wykres zależności naprężeń stycznych od szybkości ścinania) takiego płynu nie jest funkcją liniową. W przypadku kiedy naprężenie styczne wzrasta mniej niż proporcjonalnie do wzrostu szybkości ścinania, jest to płyn nienewtonowski rozrzedzany ścinaniem. Natomiast kiedy naprężenie styczne wzrasta bardziej niż proporcjonalnie do wzrostu szybkości ścinania, jest to płyn nienewtonowski zagęszczany ścinaniem.
Oddzielnym rodzajem płynów nienewtonowskich są tzw. plastycznolepkie płyny binghamowskie, czyli płyny o krzywych płynięcia opisanych funkcją liniową przecinającą oś rzędnych w punkcie o wartości dodatniej. W przypadku tych płynów istnieje minimalne naprężenie, poniżej którego płyn nie może płynąć i zachowuje się jak sprężyste ciało stałe.